# 小蝗莺

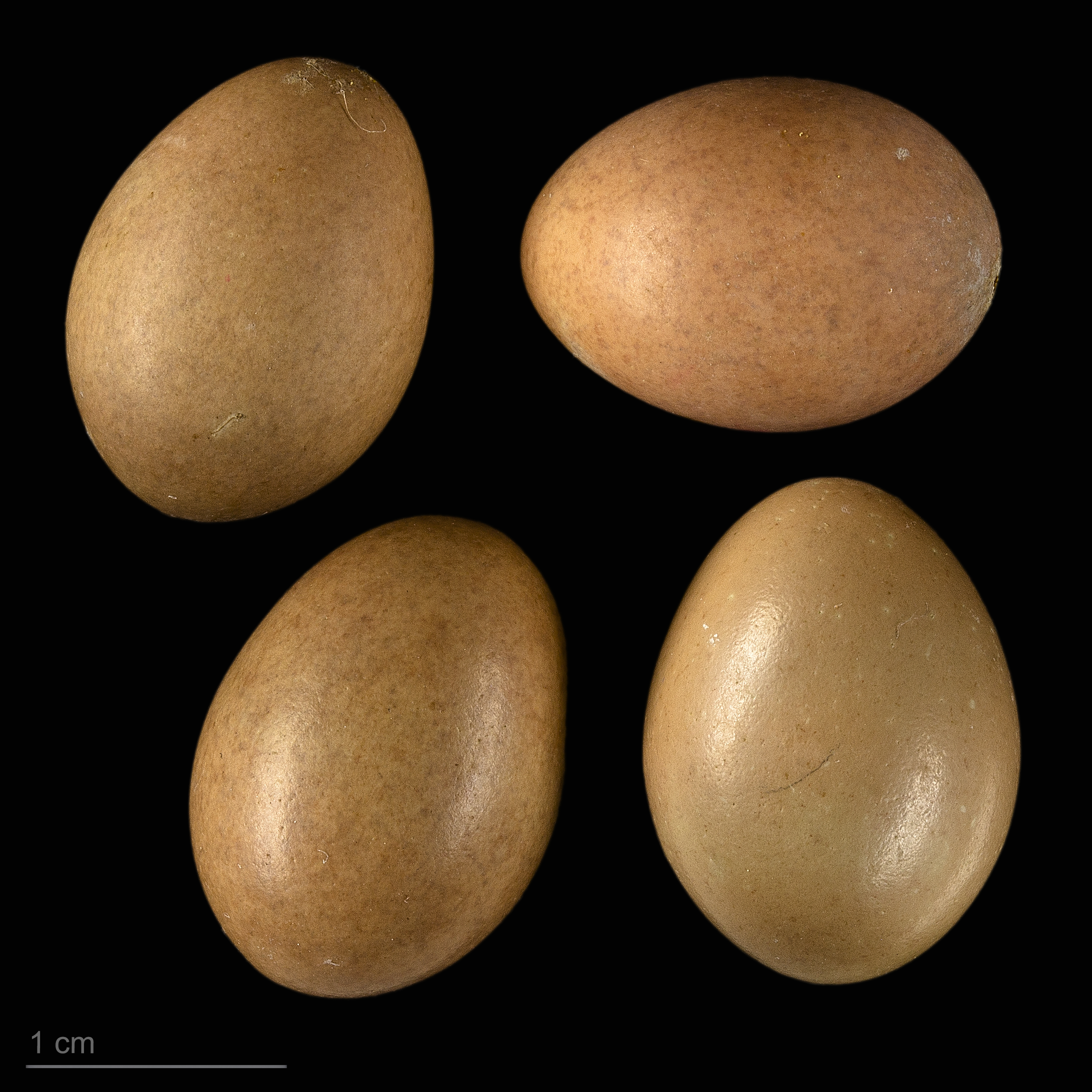
Locustella certhiola - 土魯斯博物館

小蝗莺（学名：Helopsaltes certhiola）为蝗鶯科Helopsaltes属的鸟类。繁殖於古北界東部，分布範圍從阿爾泰山、蒙古和外貝加爾地區到中國東北、朝鮮半島，以及鄂霍次克海的島嶼（庫頁島和千島群島）。此物種為遷徙鳥類，冬季從印度往東遷徙至印尼，在斯里蘭卡為罕見的遷徙鳥。

## 詞源
此鳥英文俗名（Pallas's grasshopper warbler），是以德國動物學家彼得·西蒙·帕拉斯命名的。種名certhiola來自於Certhia屬，即旋木雀屬（Certhia）的指小詞。
《克萊門茲鳥類名錄》第六版稱此物種為「帕拉斯鶯」，但該名稱通常指的是黃腰柳鶯（Phylloscopus proregulus.）。

## 棲地
這種小型雀形目鳥類生活在高草地帶，通常伴隨有較濃密的植被，並且靠近沼澤或濕草地。牠們在草地的地面築巢，每次產下4到7顆蛋。此物種在西歐洲為非常罕見的迷鳥。費爾島（位於設德蘭群島）是觀察這種難以覓見的迷鳥的最佳地點之一，儘管此物種在西歐少見，但在該地區還是有一定的出現規律。

## 描述

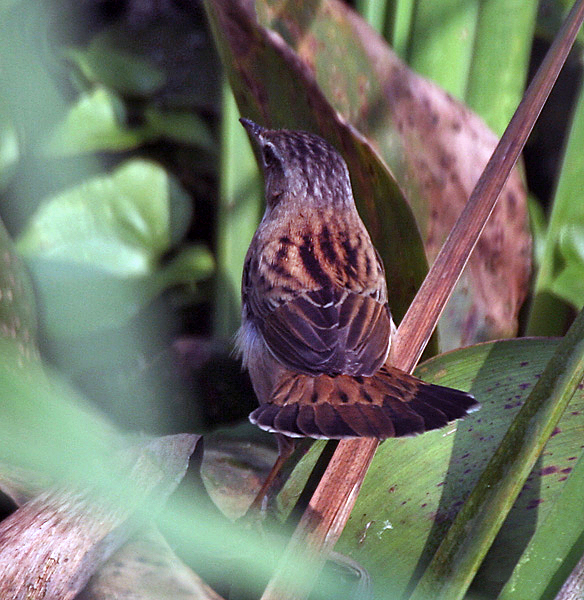
加爾各答、西孟加拉邦、印度

這是一種中等體型的鶯。成鳥的背部帶有條紋的棕色，腹部為灰白色，除了尾下部位以外無條紋。與大多數鶯類一樣，雌雄鳥外觀相同，但幼鳥的腹部顏色偏黃。像大多數鶯類一樣，牠們是食蟲性鳥類。小蝗鶯與黑斑蝗鶯非常相似，但體型略大，尾羽和三級飛羽末端有白色，臀部顏色較溫暖呈棕色。這些白色尾端也是它被暱稱為「PG Tips」的原因。
這是一種隱匿性強的鳥類，除了鳴唱時，很難見到牠。牠經常在草叢和低矮的植被間爬行。

## 聲音
牠的鳴唱不像普通蝗鶯和一些Locustella屬鶯類發出的機械式昆蟲聲，而是一種像葦鶯屬（Acrocephalus）鶯類的富有創意的旋律。

## 亞種
目前認可的五個亞種：  
- 小蝗莺西北亚种（学名：Helopsaltes certhiola centralasiae）Sushkin, 1925。在中国大陆，分布于新疆、青海、内蒙古、甘肃、福建等地。该物种的模式产地在蒙古。[5]
- 小蝗莺指名亚种（学名：Helopsaltes certhiola certhiola）(Pallas, 1811)  。在中国大陆，分布于河北等地。该物种的模式产地在西伯利亚。[6]
- 小蝗莺东北亚种（学名：Helopsaltes certhiola minor）David & Oustalet, 1877。在中国大陆，分布于内蒙古、东北、河北、河南、山东、长江下游、福建、广东、广西等地。该物种的模式产地在北京。[7]
- 小蝗莺北方亚种（学名：Helopsaltes certhiola rubescens）Blyth, 1845 。在中国大陆，分布于内蒙古、河北、山东、江苏、福建等地。该物种的模式产地在印度。[8]
- H. c. sparsimstriatus Meise, 1934